# 11258 Aoyama
11258 Aoyama (1978 VP1) là một tiểu hành tinh vành đai chính được phát hiện ngày 1 tháng 11 năm 1978 bởi K. Tomita ở Caussols.